# Свиридов, Владимир Алексеевич
Владимир Алексеевич Свиридов (3 июля 1902, Санкт-Петербург — 1 марта 1976, Ленинград) — советский военачальник, начальник ремонтной части ВВС Ленинградского фронта, заместитель главного инженера 13-й воздушной армии (1943—1945), генерал-майор инженерно-авиационной службы (17.10.1942). Участник Великой Отечественной войны.

## Биография
Владимир Алексеевич Свиридов родился 3 июля 1902 года в г. Ленинград Ленинградской области.
В Красной Армии с 1924 года.
Член ВКП(б) с 1928 года.
В 1940 году награжден орденом Красной Звезды.
По мнению Командования, несмотря на тяжелые условия, голодовок, нехватки рабочей силы, отсутствия электроэнергии, регулярные артобстрелы в феврале 1942 года, В. А. Свиридов своим умелым руководством обеспечил успешную работу Авиабаз и мастерских.
25 сентября 1942 года указом Президиума ВС СССР в звании инженер-полковника и в должности начальника ремонтной части ВВС Ленинградского фронта за образцовое выполнение заданий Командования фронтом по обеспечению, восстановлению и ремонту боевой техники награжден орденом Красного Знамени.
17 октября 1942 года повышен в звании до генерал-майора инженерно-авиационной службы.
22 декабря 1942 года награжден медалью «За оборону Ленинграда».
21 февраля 1944 года награжден орденом Отечественной войны I степени.
3 ноября 1944 года за выслугу лет указом Президиума ВС СССР награжден орденом Красного Знамени.
Окончил службу 14 сентября 1946 года.
Скончался 1 мая 1976 года. Похоронен на Северном кладбище в г. Санкт-Петербург.

## Награды
- Орден Красной Звезды (__.__.1940)
- Орден Красного Знамени (25.09.1942)
- Медаль «За оборону Ленинграда» (22.12.1942)
- Орден Отечественной войны I степени (21.02.1944)
- Орден Красного Знамени (03.11.1944)
- Медаль «За победу над Германией в Великой Отечественной войне 1941—1945 гг.» (09.05.1945)